# کیست پارااورین
کیست پارااوارین (به انگلیسی: Paraovarian cyst) یا پاراتوبال کیست کپسول مانند پر از مایع با پوشش اپیتلیوم در آدنکس مجاور لوله رحمی و تخمدان می باشد. این کیست ها در تمام گروه های سنی زنان گزارش شده است، اما به نظر می رسد بیشتر در دهه های سوم تا پنجم زندگی اتفاق می افتد.

## پاتولوژی
وقتی جنین شکل میگیرد، یک ساختار به نام مجرای ولفی در ناحیه تناسلی خود دارند. این ناحیه از جنین محل تشکیل اندام های جنسی مردانه در جنس پسر است. اگر جنین دختر باشد اندام های جنسی زنانه تشکیل شده و مجرا کوچک می شود و کاملاً از بین می رود. گاهی اوقات، باقی مانده های مجرا همچان باقی می ماند و از بین نمی‌رود و بعد از بلوغ و در سنین باروری و یائسگی به کیست های پارااوارین تبدیل می شوند.

## علائم
اگر کیست ها رشدی نداشته باشند و اندازه آن ها تغییر نکند علامتی هم ایجاد نمی‌کنند. به همین دلیل معمولاً بصورت تصادفی هنگام معاینه لگنی و یا لاپاراتومی  تشخیص داده می شوند. در صورتی که این کیست ها بزرگ شده و بر اثر فشار یا ضربه دچار پارگی بشوند علائمی مانند درد در شکم و لگن ایجاد می کنند.

## نحوه تشخیص
بیشتر این کیست ها کوچک و بدون علامت هستند. اندازه های معمول گزارش شده، 1 تا 8 سانتی متر است. ممکن است این کیست ها بطور تصادفی در جراحی های رحمی یا هنگام سونوگرافی تشخیص داده شوند. کیست هایی با قطر 20 سانتی متر یا بیشتر هم با ایجاد علائم و فشار در پایین شکم مشخص میشوند. اگر کیست بزرگ باشد برای جلوگیری از آسیب تخمدان، نیاز به جراحی دارد.

## بدخیمی
این کیست اغلب خوش خیم است و در موارد نادر می تواند باعث تومورهای بدخیم در تخمدان شود. کیست ها اگر کوچک باشند پزشک تنها  اندازه کیست را در سونوگرفی دوره ای بررسی میکند اما در صورتی که اندازه آن ها بزرگ و همراه علائم باشد، تنها راه درمان جراحی و تخلیه کیست می باشد.

## باروری
کیست های پارااوارین کوچک اثری در باروری ندارند، اما کیست های بزرگتر در صورت ایجاد پارگی یا پیچ خوردگی تخمدان ممکن است منجر به ناباروری شوند. در این شرایط کیست ها باید فوری خارج شود. اگر به موقع اقدام نشود، می تواند منجر به تخمدان برداری، سالپنژکتومی یا هر دو در آینده شود. خوشبختانه کیست های پارا اوارین معمولاً یک طرفه هستند، پس اگر تخمدان را هم درگیر کند تخمک گذاری و بارداری هنوز هم می تواند از طریق تخمدان دیگر انجام شده و بارداری اتفاق بیفتد.